# 北海道道1154号本別インター線
北海道道1154号本別インター線（ほっかいどうどう1154ごう ほんべつインターせん）は、北海道本別町内を結ぶ一般道道（北海道道）である。

## 概要

### 路線データ
- 起点：北海道中川郡本別町共栄（国道242号交点）
- 終点：北海道中川郡本別町共栄（道東自動車道本別IC）
- 総延長：1.0km

## 歴史
- 1997年（平成9年）9月19日 路線認定[1]。
- 2003年（平成15年）6月8日 - 道東自動車道 本別ICが供用開始。

## 地理

### 通過する自治体
- 十勝総合振興局
  - 中川郡本別町

### 主な接続道路
本別町
- 国道242号 - 共栄（起点）
- 道東自動車道本別IC - 共栄（終点）